# 帕弗博爾群島
帕弗博爾群島（英語：Puffball Islands），是南極洲的群島，位於葛拉漢地西岸的法利埃海岸，處於傑里米角東北面43公里的瑪格麗特灣南部，現時由南極條約體系管理。